# (ジクロロヨード)ベンゼン
(ジクロロヨード)ベンゼン (英: (dichloroiodo)benzene) は、ヨードベンゼンの塩素錯体である。酸化剤として使われる。
単結晶X線回折が構造決定のために使われた。VSEPR則によって予測されるように、中央のヨウ素原子はT字形構造をとっている。

## 性質
(ジクロロヨード)ベンゼンは安定でなく、一般には商業利用可能でない。これはヨードベンゼンのクロロホルム溶液に塩素を通じることによって、沈殿として得られる。同じ反応がパイロットプラントスケール (20 kg) で報告された。
PhI + Cl2 → PhICl2
塩酸中の次亜塩素酸ナトリウムの作用によって、in situ に生成する塩素による代替合成法も記述された。

## 反応
(ジクロロヨード)ベンゼンは塩基性溶液で加水分解され、ヨードシルベンゼン (PhIO) を与える。また、次亜塩素酸ナトリウムによって酸化され、ヨードキシベンゼン (PhIO2) を与える。
有機合成において、(ジクロロヨード)ベンゼンはアルケンやアルキンの選択的塩素化の試薬として用いられる。